# Сопин
Со́пин — село в Україні, у Погребищенській міській громаді Вінницького району Вінницької області. Населення становить 453 особи.

## Географія
Селом протікає річка Попів Став, права притока Вільшанки.
Засновано не пізніше 1740 року. В цей рік частина села фігурує в купчій Петра Стрільбицького. В 1759 роком фіксується найстарша з відомих метричних книг Успенської церкви села. Володільцем на той час був Михаїл Радивіл, гетьман Литовський, на 1795 р. — полковник Речі Посполитої Микола Комарницький з початку 19 ст. — Ярошинські.
Село входило в часи Речі Посполитої до Брацлавського воєводства.
Далі в часи Російської імперії до Махнівського (потім Бердичівського) повіту Київської губернії.

## Історія

### Повстання Пугача-Орла
У травні 1921 року у село для боротьби з більшовиками прибув об'єднаний український повстанський відділ місцевого Пугача та отамана Орла. На зовсім короткий час Сопин став його фактичною столицею. Тут відбулася зустріч з Бердичівським Повстанчим Комітетом. «В хаті дяка зібралося чимало представників села, переважно молоді й інтелігентів. Готують вечерю з горілкою. Алькоголь розв'язує язики».
Місцева інтелігенція безуспішно спробувала схилити Гальчевського до того, щоб очолити групу повстанців замість Пугача. «Відповідаю коротко, що я, панове, гість Вашого отамана і сам йому підпорядковувався… Врешті остання річ: я не люблю визначення і усування отамана через повітовий комітет».
Згодом після поразки поблизу Самгородка Повстанчий Комітет припинив існування, а Пугач у Сопині розпустив об'єднану бойову групу. Згодом, як розповідав Орел, учасники Повстанчого Комітету, стали агентами бердичівських більшовиків.
У червні 1921 року на знак помсти за діяльність повстанців більшовики спалили Сопин. «…червоні карні відділи спалили село Сопин і ще кілька сусідніх сіл до останньої хати. Пацифікація більшого розміру. Після такої научки колачем ніхто не заманить молодих хлопців до повстанчого руху», — міркував отаман Орел.
Попри руйнування, за декілька тижнів саме у Сопині Орел знайшов двох козаків Пугача, які стали основою його нової повстанської групи. Першою спільною вилазкою стало визволення козака у містечку Прилука.
До сьогодні у селі Сопин проживав давній священницький рід Залузьких.

### Радянська доба
Під час проведеного радянською владою Голодомору 1932—1933 років померло щонайменше 364 жителі села.

### Друга світова війна
Під час Другої світової війни село було зайняте німецькими військами у другій половині липня 1941 року. Червоною армією село було зайняте 2 січня 1944 року.

### Сучасний стан
Село має два магазини, 1 школу (закриту). Планується побудова церкви місцевими меценатами.
14 липня 2018 року Предстоятель Київського Патріархату Філарет в Сопині освятив храм на честь Успіння Пресвятої Богородиці.
12 червня 2020 року, відповідно до розпорядження Кабінету Міністрів України № 707-р «Про визначення адміністративних центрів та затвердження територій територіальних громад Вінницької області», увійшло до складу Погребищенської міської громади.
19 липня 2020 року, в результаті адміністративно-територіальної реформи та ліквідації Погребищенського району, село увійшло до складу Вінницького району.

## Населення
На 1926-й рік село мало 420 господарств, в них — 1796 осіб, з яких 1670 українців, 112- поляків, 13 євреїв, 1 — інші.
За даними перепису 2001 року кількість наявного населення села становила 450 осіб, із них 99,56 % зазначили рідною мову українську, 0,44 % — російську.
| Рік            | 1926 | 1989 | 2001 |
| -------------- | ---- | ---- | ---- |
| Кількість осіб | 1796 | 552  | 450  |

## Видатні уродженці
- Кичак Василь Мартинович — український науковець, доктор технічних наук.

## Пам'ятки
В селі є будівля колишнього Сопинського кредитного товариства та складу сільськогосподарського інвентаря, збудованих на початку 20 століття. У радянські часи тут знаходилась лікарня. У 1990-х роках тут знаходилась амбулаторія і, коли вона виїхала звідси, то будинок цей закинули.
В селі встановлено пам'ятник 140 воїнам-односельчанам, загиблим на фронтах Великої Вітчизняної війни. Пам'ятник встановлено в центрі села у 1981 році.